# Рафаел Вейга
Рафаел Кавалканте Вейга (порт. Raphael Cavalcante Veiga, 19 червня 1995, Сан-Паулу) — бразильський футболіст, атакувальний півзахисник клубу «Палмейрас».

## біографія
Вихованець молодіжної академії клубу «Корітіба», незважаючи на те, що народився в Сан-Паулу. В основному складі клубу зі штату Парана дебютував в матчі Кубка Бразилії 11 березня 2016 року в Кашіас-ду-Сул проти «Жувентуде». Вейга вийшов на заміну Леандро на 73-й хвилині, а «Корітіба» поступилася супернику з рахунком 0:1. З липня того ж року Рафаел став твердим гравцем основи в своїй команді, яка виступала в бразильській Серії A .
У грудні 2016 року Вейга перейшов в «Палмейрас» з рідного Сан-Паулу, за який вболівав з дитинства (як і його дід і батько). Контракт з «зеленими» футболіст підписав до грудня 2021 року. У своєму першому сезоні в новій команді Вейга зіграв в 20 матчах, в тому числі 3 травня дебютував в Кубку Лібертадорес в гостьовому матчі проти болівійського «Хорхе Вільстерманна» (2:3).
Для збільшення ігрової практики 2 січня 2018 року Рафаел Вейга на правах оренди відправився в річну оренду в «Атлетіко Паранаенсе». Вейга не грав в чемпіонаті штату Парана (який «Атлетіко» в підсумку виграв), але активно використовувався тренерським штабом в Кубку Бразилії (сім матчів) і Південноамериканському кубку (10 матчів, два голи), а в другому півріччі — і в чемпіонаті Бразилії (31 матч, сім голів). В результаті Рафаел Вейга став одним з ключових футболістів у складі «фуракана», який вперше в своїй історії завоював міжнародний трофей. У фіналі в серії післяматчевих пенальті проти колумбійського «Хуніора» Вейга успішно забив гол у ворота Себастьяна Вієри.
У 2020 році допоміг «Палмейрасу» стати чемпіоном штату. У розіграші Кубка Лібертадорес 2020 зіграв в 10 матчах і забив два голи, допомігши своїй команді вдруге в історії стати переможцем цього турніру.

## Титули та досягнення
- Чемпіон штату Сан-Паулу (2): 2020, 2022
- Віце-чемпіон Бразилії (1): 2017
- Володар Південноамериканського кубка (1): 2018
- Володар Кубка Лібертадорес (2): 2020, 2021
- Володар Кубка Бразилії (1): 2020
- Володар Рекопи Південної Америки (1): 2022
- Володар Суперкубка Бразилії (1): 2023